# Ігнасіо Солосабаль
Ігнасіо Солосабаль (ісп. Ignacio Solozábal, 8 січня 1958) — іспанський баскетболіст.
Срібний призер Олімпійських Ігор 1984 року, учасник 1980, 1988 років.
Срібний призер Чемпіонату Європи 1983 року.
Бронзовий призер Юнацького чемпіонату Європи (U-18) 1976 року.